# San Juan de la Nava
San Juan de la Nava es un municipio y localidad española de la provincia de Ávila, en la comunidad autónoma de Castilla y León. Cuenta con una población de 426 habitantes (INE 2024).

## Símbolos
El modelo definitivo del escudo heráldico que representa al municipio fue aprobado oficialmente el 3 de mayo de 2016, mientras que la bandera lo fue junto a una versión anterior del escudo el 24 de octubre de 2013. El escudo se blasona de la siguiente manera:

«Escudo partido. Primero de sinople con el mapa del término municipal de oro. Segundo, de plata con el Rollo señorial en oro. Entado en jefe de azur con el escudo de las Armas Reales abreviadas (partido de Castilla y León y sostenido por un león del que se muestran cabeza, garras delanteras y cola), con la cartela en que se lee «Reynando Carlos III se yzo esta obra a espensas de los Propios desta Vylla, año MDCCLXXX»; y todo ello puesto bajo el frontispicio neoherreriano de la Casa Consistorial, con su reloj y campanil, todo de plata. Rodea la punta una cinta amarilla con el nombre del Municipio: «San Juan de la Nava», escrito en letras negras. Timbrado de la Corona Real española.»
Boletín Oficial de Castilla y León nº 83 de 3 de mayo de 2016

La descripción textual de la bandera es la siguiente:

«Paño horizontal, de color púrpura. En el centro, en el tamaño y proporción correspondiente, se incluye el escudo propuesto.»
Boletín Oficial de Castilla y León nº 221 de 15 de noviembre de 2013

## Geografía
La localidad está situada a una altitud de 1117 m s. n. m.
| Noroeste: Riofrío y Sotalbo    | Norte: Riofrío  | Noreste: Riofrío    |
| Oeste: Navalmoral de la Sierra |                 | Este: El Barraco    |
| Suroeste: Navaluenga           | Sur: Navaluenga | Sureste: El Barraco |

### Vegetación

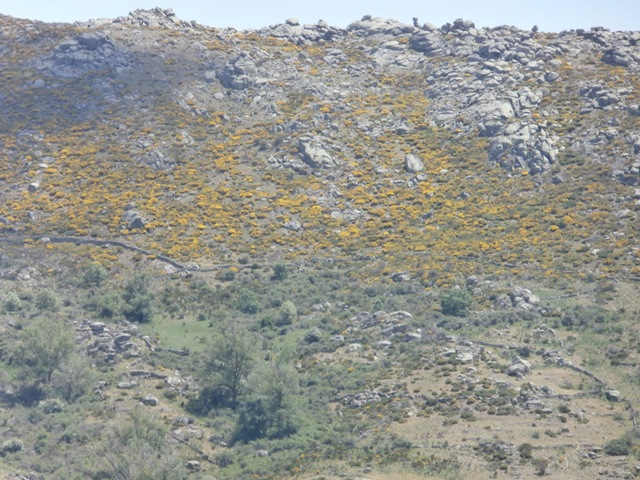
Piornos en flor

El paisaje de esta localidad es el típico de Meseta. La vegetación crece afectada por las grandes oscilaciones térmicas. En una primera mirada observamos principalmente el crecimiento de árboles y arbustos. Dentro de los primeros y en la parte más alta de la montaña destaca el roble localizado en las zonas de Las Camas, Zarzalejo, Gamonal y la Dehesa. Como arbusto cabe destacar el piorno situándolos en zonas de El Pucheruelo, Aguanfría, Cabeza de Mula y Navacarros. En la zona más baja de la localidad se dan como árboles: el pino, localizados en La Solana; el nogal, situándolos en La Garganta, El Gallo; el fresno en La Hoce y Los Triguillos; la encina en Las Umbrias y Chorro Murueco. El arbusto de la zona más cálida que destaca es la jara situada en La Gallina, El Castrejón y Umbría. Fuentes: Castilla y León- Ed. Anaya S.A. 1987. Ávila – España en Paz – Discoflex

## Demografía
San Juan de la Nava cuenta con una población de 426 habitantes (INE 2024).
| Gráfica de evolución demográfica de San Juan de la Nava entre 1842 y 2021                                             |
| |
| Población de derecho según los censos de población del INE. Población de hecho según los censos de población del INE. |